# Malukui füleskuvik
A malukui füleskuvik (Otus magicus) a madarak (Aves) osztályának a bagolyalakúak (Strigiformes) rendjéhez, ezen belül a bagolyfélék (Strigidae) családjához tartozó faj.
A magyar név forrással nincs megerősítve.

## Rendszerezése
A fajt Salomon Müller német ornitológus írta le 1841-ben, a Strix nembe Strix magica néven.

## Alfajai
- Otus magicus magicus (S. Müller, 1841) - a déli Maluku-szigetek közül Seram és Ambon
- Otus magicus morotensis (Sharpe, 1875) - az északi Maluku-szigetek közül Ternate és Morotai
- Otus magicus leucospilus (G. R. Gray, 1861) - az északi Maluku-szigetek közül Halmahera, Kasiruta és Batjan
- Otus magicus obira (Jany, 1955) - a középső Maluku-szigetek közül Obi
- Otus magicus bouruensis (G. R. Gray, 1861) - a déli Maluku-szigetek közül Buru
- Otus magicus albiventris (Sharpe, 1875) - a Kis-Szunda-szigetek közül Sumbawa, Flores, Besar és Timor
- Otus magicus tempestatis (Hartert, 1904) - a Kis-Szunda-szigetek közül Wetar

## Előfordulása
Indonézia tartozó Maluku-szigeteken, a Kis-Szunda-szigeteken és Kelet-Timor területén honos. Természetes élőhelyei a szubtrópusi és trópusi síkvidéki esőerdők és mocsári erdők, valamint ültetvények, másodlagos erdők és vidéki kertek. Állandó, nem vonuló faj.

## Megjelenése
Testhossza 25 centiméter, testtömege 114-165 gramm.

## Természetvédelmi helyzete
Az elterjedési területe nagyon nagy, egyedszáma pedig stabil. A Természetvédelmi Világszövetség Vörös listáján nem fenyegetett fajként szerepel.